# Ruseni
Ruseni è un comune della Moldavia situato nel distretto di Edineț di 2.130 abitanti al censimento del 2004

## Località
Il comune è formato dall'insieme delle seguenti località (Popolazione 2004):
- Ruseni (2.052 abitanti)
- Slobodca (78 abitanti)